# Dunning-krugereffect
Het dunning-krugereffect is een psychologisch verschijnsel waardoor mensen die  incompetent zijn in een taak hun prestaties hoger inschatten dan deze in werkelijkheid zijn. Dit zou te wijten zijn aan een cognitieve bias die erin bestaat dat ze, juist door hun incompetentie, het metacognitieve vermogen ontberen om in te zien dat hun keuzes en conclusies soms verkeerd zijn. Het effect is niet onomstreden en zou misschien het resultaat zijn van de manier waarop het wordt gemeten. Het is vernoemd naar David Dunning en Justin Kruger die het niet bedachten maar er wel onderzoek naar deden en erover publiceerden.
Incompetente mensen overschatten nogal eens hun eigen kunnen en daardoor wanen ze zich bovengemiddeld competent. Mensen die werkelijk bovengemiddeld competent zijn, hebben daarentegen de neiging hun eigen kunnen te onderschatten. Minder competente mensen slaan zodoende hun eigen capaciteiten hoger aan dan zij die veel competenter zijn. Dat kan een verklaring zijn voor het gebrek aan intellectueel zelfvertrouwen waar sommige competente mensen mee kampen: zij gaan ervan uit dat anderen net zo capabel zijn als zijzelf. Incompetente mensen vergissen zich dus doordat ze zichzelf te hoog inschatten, terwijl competente mensen zich vergissen doordat ze anderen te hoog inschatten. Het echte dunning-krugereffect is hoogstwaarschijnlijk niet zo groot, en wordt vaak ten onrechte aangevoerd om iemands onkunde mee te verklaren.
Het verschijnsel is waargenomen door tal van filosofen, onder wie de Brit Bertrand Russell, die al in 1933 over de fundamentele oorzaak van de problemen in de wereld opmerkte: "In de wereld van vandaag lopen de domkoppen over van zelfverzekerdheid, terwijl de slimmeriken een en al twijfel zijn". Dunning en Kruger refereerden zelf echter aan een andere uitspraak van Russell uit 1951: "Een van de pijnlijke dingen van onze tijd is dat zelfverzekerde mensen dom zijn, terwijl mensen met verbeeldingskracht en inzicht juist zoveel twijfel en besluiteloosheid kennen."

## Hypothesen
Het verschijnsel werd onderzocht met een reeks experimenten onder leiding van de psycholoog David Dunning, destijds verbonden aan de Cornell-universiteit, en promovendus Justin Kruger. Zij publiceerden hun bevindingen in 1999 in het Journal of Personality and Social Psychology.
De uitkomsten van een aantal eerdere studies wekten volgens Kruger en Dunning de indruk dat bij diverse competenties, variërend van begrijpend lezen en het besturen van een motorvoertuig tot schaken en tennissen (in de woorden van Darwin) "onwetendheid vaker tot zelfvertrouwen leidt, dan kennis". Met betrekking tot een gegeven vaardigheid stelden zij als hypothese dat incompetente individuen:
1. de mate waarin zijzelf over die vaardigheid beschikken overschatten;
2. die vaardigheid niet in anderen herkennen;
3. geen besef hebben van de ernstige mate waarin zij tekortschieten;
4. na grondig te zijn getraind in die vaardigheid wel inzien dat ze vóór die training tekortschoten.

Dunning heeft het effect later vergeleken met anosognosie, een aandoening waarbij iemand met een lichamelijke handicap zich hiervan onbewust lijkt te zijn of zijn handicap ontkent, ook in het geval van zware handicaps zoals blindheid of verlamming.

## Onderzoek
Kruger en Dunning hebben de bovenstaande hypothesen getoetst bij eerstejaars studenten van de Cornell Universiteit die zich voor verscheidene psychologievakken hadden ingeschreven. Gedurende een reeks tests onderzochten ze hoe de deelnemers hun eigen competenties waardeerden op het vlak van logisch redeneren, grammatica en humor. Na het uitvoeren van testjes op deze vlakken en confrontatie met de uitslagen van deze tests, werd de deelnemers opnieuw gevraagd de eigen vaardigheden te evalueren. Hieruit kwam naar voren dat de competente groep een realistisch beeld van zichzelf had, terwijl de leden van de incompetente groep  hun eigen kunnen nog steeds te hoog inschaalden. In vier experimenten, waarbij gevoel voor humor, kennis van de grammatica en logisch redeneren werden getest, zagen Dunning en Kruger dat deelnemers met een score in het laagste kwartiel hun eigen kunnen en hun testscores zwaar overschatten. Waar de tests aangaven dat zij in het 12de percentiel zaten, hadden de deelnemers het idee dat zij in het 62ste percentiel zouden uitkomen. 
Ondertussen hadden deelnemers die daadwerkelijk capaciteiten in huis hadden de neiging hun eigen kunnen te laag te waarderen. Grosso modo vonden deelnemers die de hun opgedragen taken als makkelijk beschouwden, dat deze taken ook voor anderen wel eenvoudig zouden zijn.
Dunning en Kruger kregen in 2000 de Ig Nobelprijs voor psychologie voor hun onderzoek "Unskilled and Unaware of It: How Difficulties in Recognizing One's Own Incompetence Lead to Inflated Self-Assessments".